# Catata
Catata é uma vila e comuna angolana que se localiza na província de Huambo, pertencente ao município de Caála.